# Antônio Manuel de Castilho Brandão
Dom Antônio Manuel de Castilho Brandão (Mata Grande, então Paulo Afonso, 15 de agosto de 1849 — 15 de março de 1910) foi um bispo católico brasileiro.
Ordenou-se presbítero no dia 30 de maio de 1874, aos 24 anos de idade, em Fortaleza, no estado do Ceará, pelas mãos de Dom Luís Antônio dos Santos, bispo do Ceará.
Em 1881, no dia 1 de julho, Padre Antônio Manuel foi nomeado vigário colado de Alagoas e cônego honorário de Olinda.

## Bispo do Pará
Monsenhor Antônio Manuel de Castilho Brandão foi nomeado Bispo de Belém do Pará pelo Papa Leão XIII no dia 7 de setembro de 1894. Sua ordenação episcopal deu-se em Roma, no dia 18 de novembro de 1894, sendo o celebrante o Cardeal Vicenzo Vannutelli.
Dom Antônio Manuel chegou ao Pará no dia 6 de março de 1895. Encontrou a diocese em grave dificuldade financeira e pastoral. Constituiu patrimônio imobiliário para atender, com a renda, a manutenção do seminário. Convidou e conseguiu instalar na diocese os padres agostinianos recoletos  e as filhas de Sant'Ana.

## Bispo de Alagoas
No dia 22 de junho de 1901 o Papa Leão XIII transferiu, a pedido, Dom Antônio Manuel para a Diocese de Alagoas, atual Arquidiocese de Maceió, onde permanecerá até sua morte, aos sessenta anos de idade.

## Padres ordenados por dom Antônio Manoel em Alagoas
Como bispo de Alagoas ordenou os seguintes padres: Alfredo Manuel da Silva (o segundo reitor do Seminário de Maceió), Antônio Calado de Almeida, Domingos Correia da Rocha em 1901; Elói de Barros Brandão em 1902; Júlio de Assis Braga em 1903; Otávio Fontes Cunha, José Castilho de Omena, Durval de Oliveira Goes em 1904; Aquiles Melo Filho em 1906; José Belarmino Barbosa (poeta alagoano), João de Menezes Milchell, José Maurício da Rocha (que tornou-se bispo de Bragança Paulista), Aurélio Francisco Henrique em 1908; Antônio Tobias da Costa (o quarto reitor do Seminário de Maceió) em 1909 e o Américo Pita em 1910.

## Ordenações episcopais
Dom Antônio Manuel de Castilho Brandão foi cooficiante da ordenação episcopal de:
- Dom Antônio Xisto Albano
- Dom Joaquim Antônio d'Almeida

## Sucessão
Dom Antônio Manuel de Castilho Brandão 
é o 12 º bispo de Belém do Pará, sucedeu a
Dom Jerônimo Tomé da Silva  
e teve como sucessor 
Dom Francisco do Rego Maia.
Na Diocese de Alagoas (atual Arquidiocese de Maceió), Dom Castilho Brandão foi o primeiro bispo diocesano  
e teve como sucessor Dom Manuel Antônio de Oliveira Lopes.